# Pärnu (hạt)
Hạt Pärnu (tiếng Estonia: Pärnu maakond), hay Pärnumaa (tiếng Đức: Kreis Pernau), là một trong 15 hạt của Estonia. Hạt này nằm ở Tây Nam quốc gia, bên bờ vịnh Riga, và giáp Lääne cũng như Rapla về phía Bắc, Järva và Viljandi về phía Đông, và vùng Vidzeme của Latvia về phía Nam. 88.466 người đang sinh sống ở hạt Pärnu – chiếm 6,6% tổng dân số Estonia (thời điểm tháng 1 năm 2009).
Hạt Pärnu là hạt có diện tích lớn nhất trong các hạt của Estonia.

## Các đô thị
Hạt này có các đô thị sau:
Thành thị:
- Pärnu
- Sindi

Nông thôn:
- Are Parish
- Audru Parish

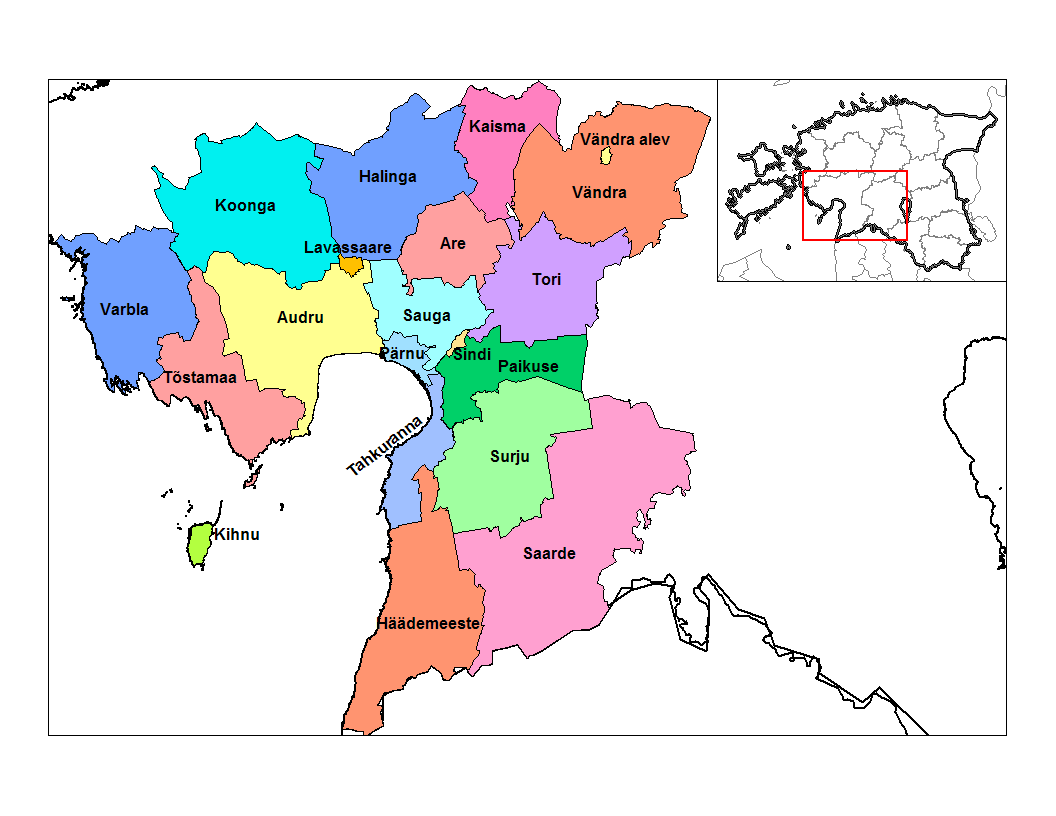
Đô thị ở hạt Pärnu

- Halinga Parish (bao gồm ngoại vi của Pärnu-Jaagupi)
- Häädemeeste Parish
- Kihnu Parish
- Koonga Parish
- Lavassaare (ngoại vi)
- Paikuse Parish
- Saarde Parish (bao gồm thị xã Kilingi-Nõmme)
- Sauga Parish
- Surju Parish
- Tahkuranna Parish
- Tootsi (ngoại vi)
- Tori Parish
- Tõstamaa Parish
- Varbla Parish
- Vändra Parish
- Vändra (ngoại vị)

## Bộ sưu tập ảnh

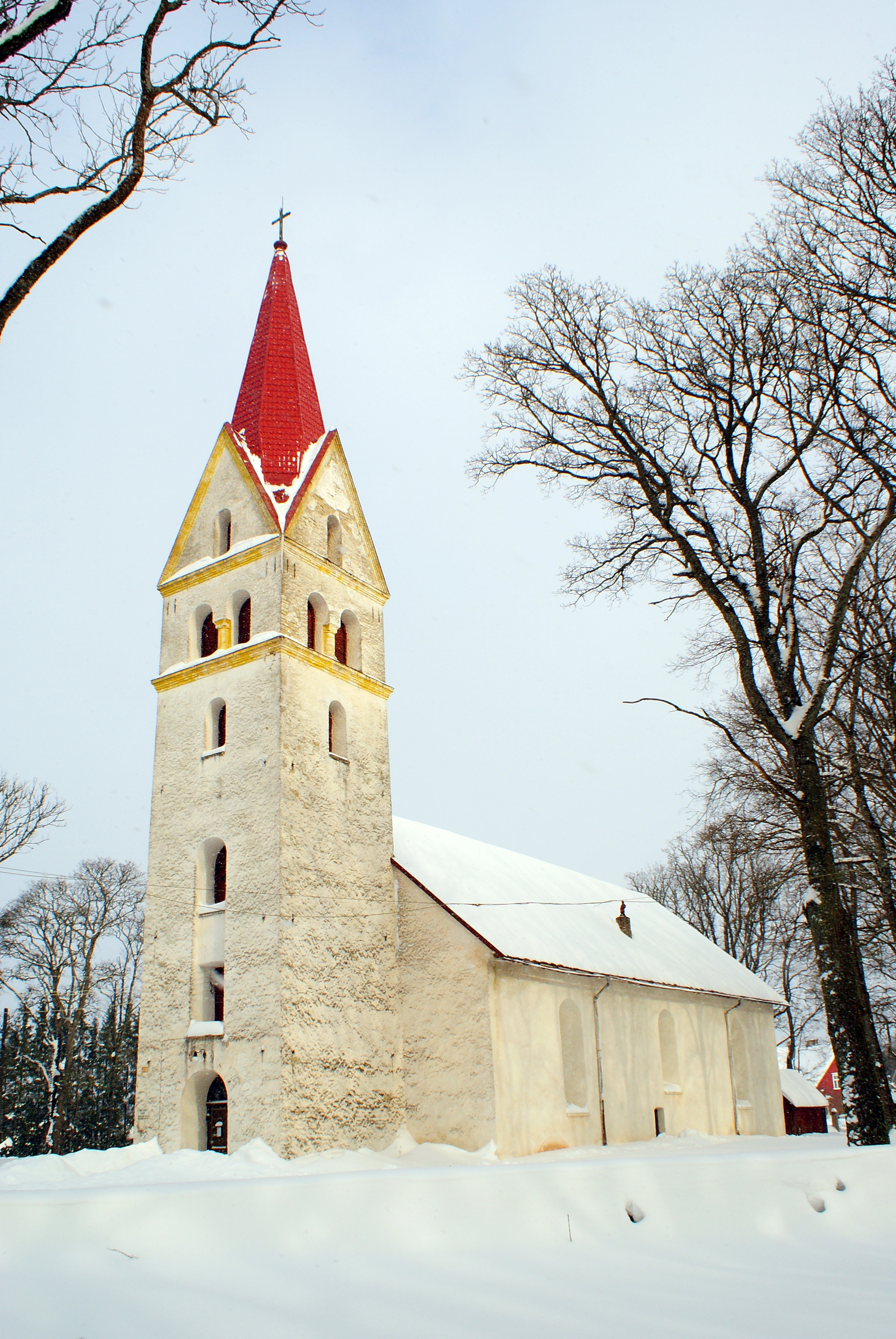
Nhà thờ Pärnu-Jaagupi
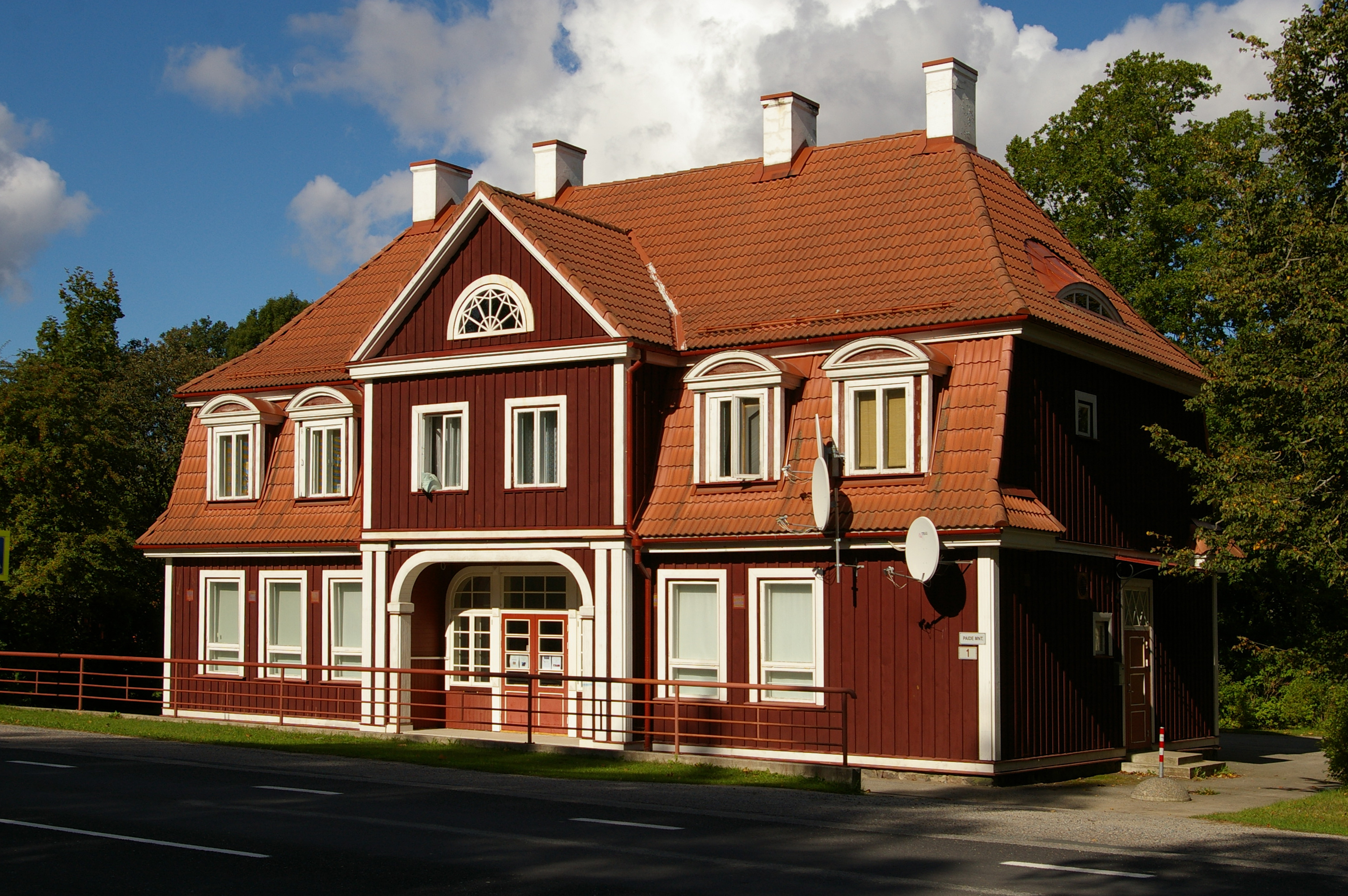
Ga tàu Sindi
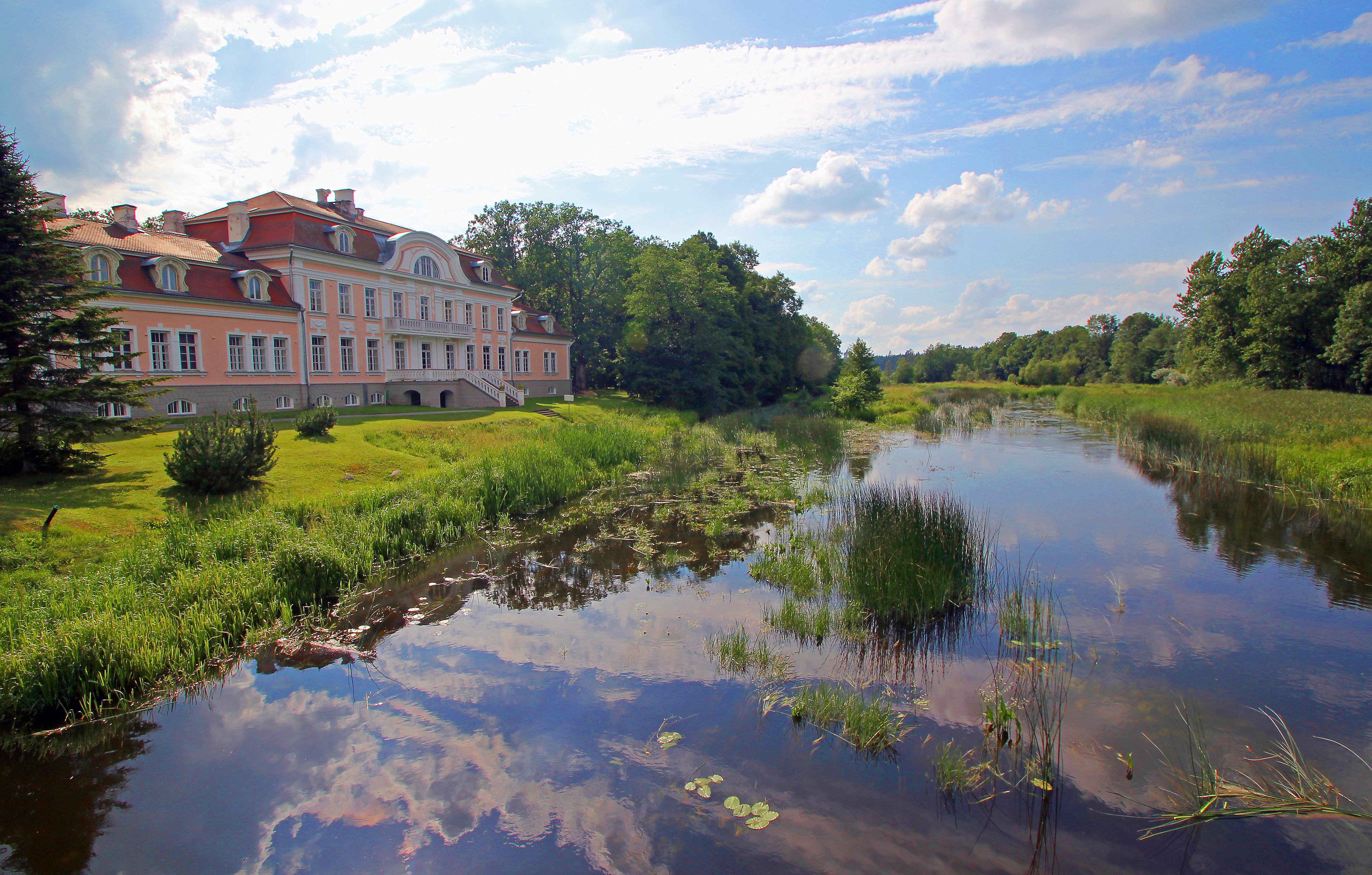
Biệt thự Laupa trên sông Pärnu
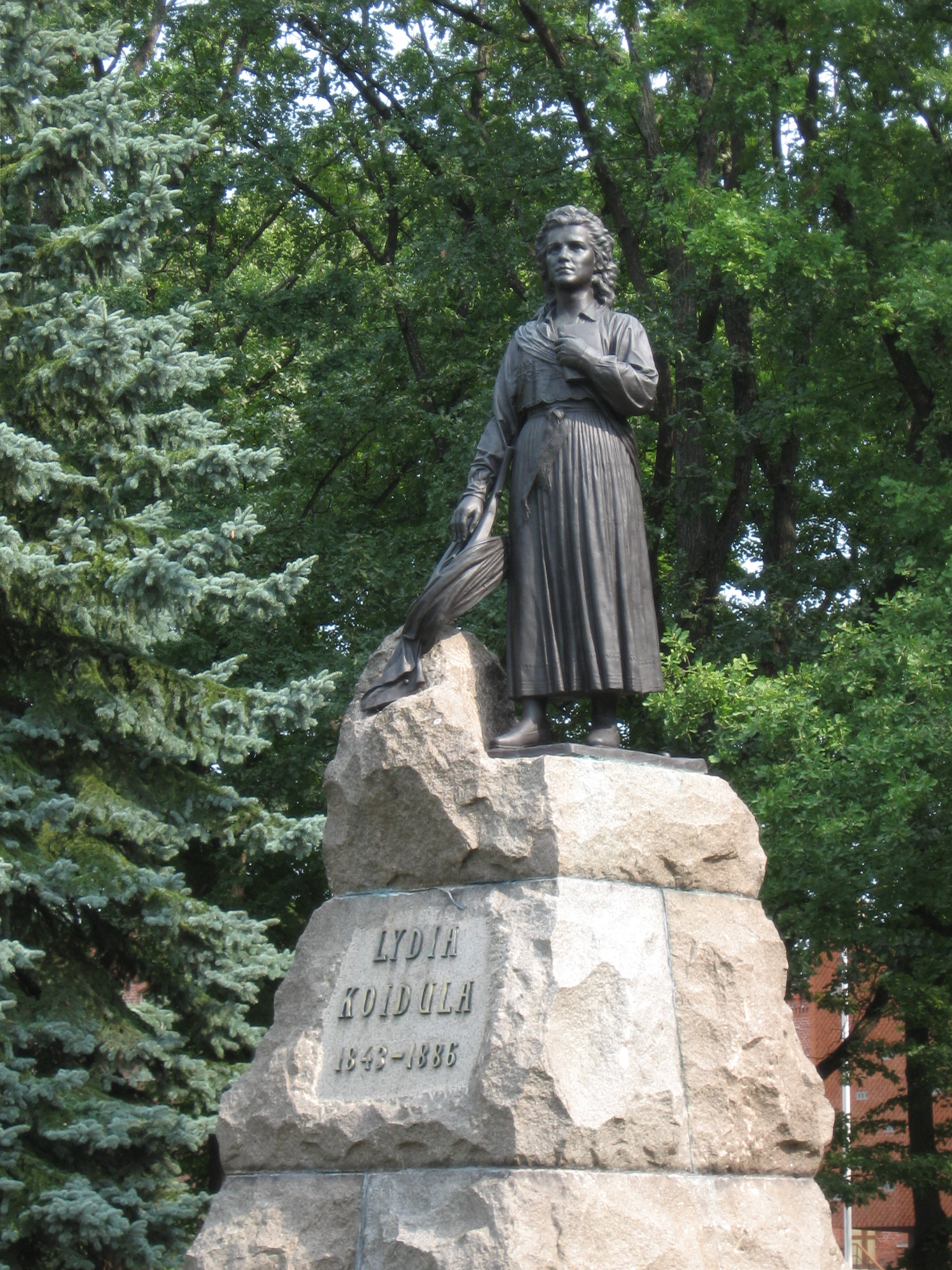
Tượng đài nhà thơ Lydia Koidula ở Pärnu
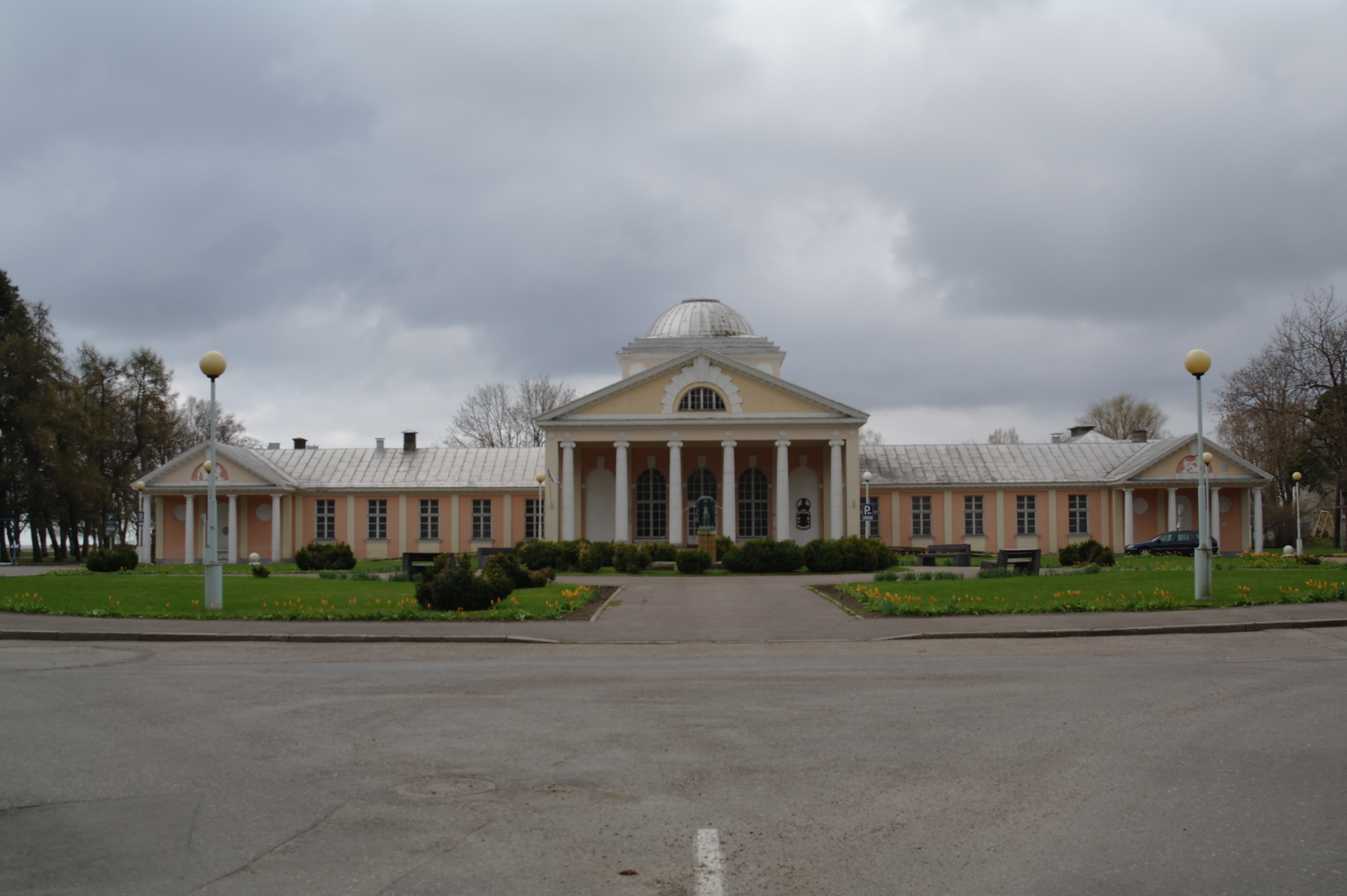
Bể tắm bùn và spa Pärnu
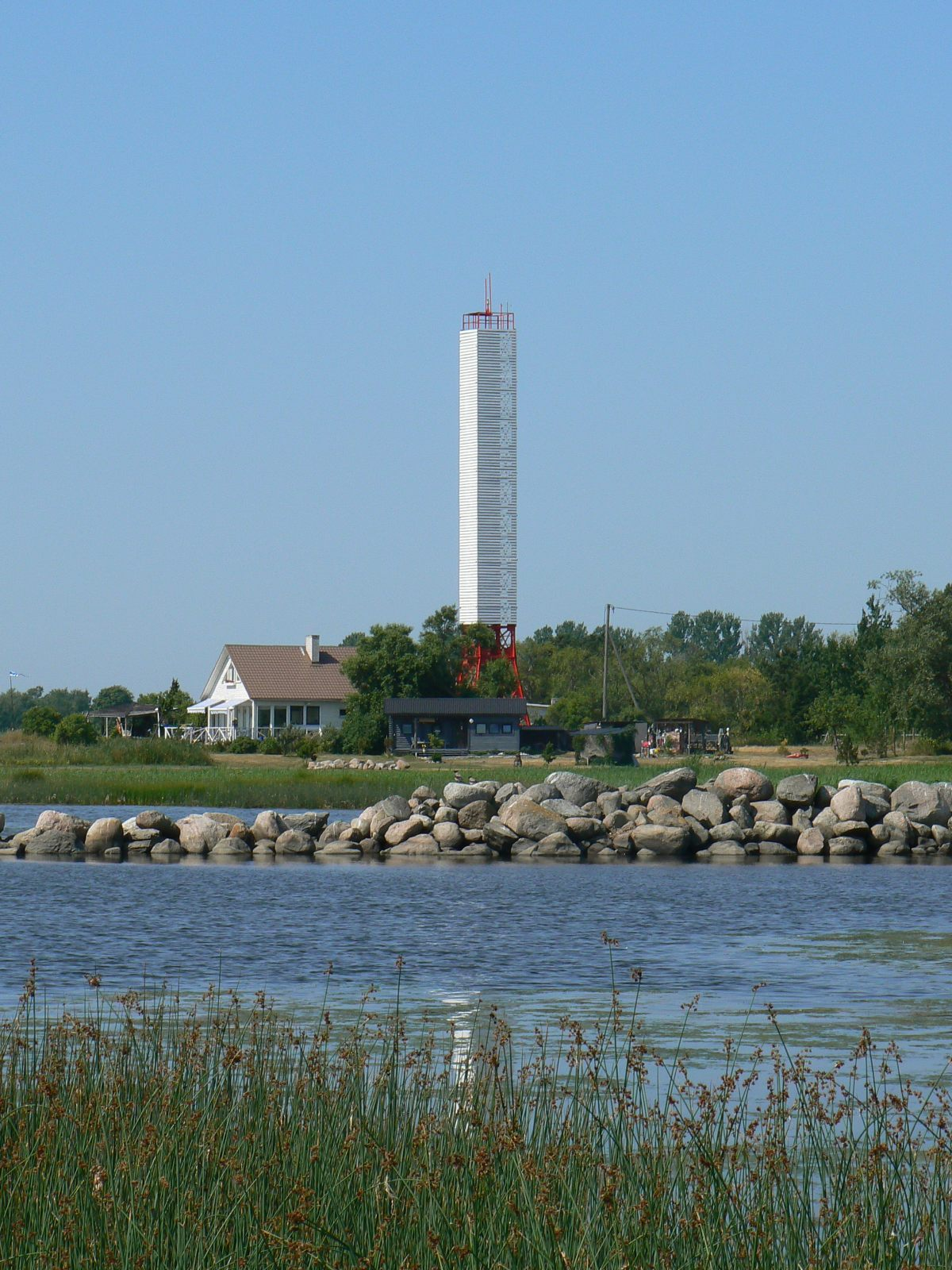
Hải đăng Liu ở xã Audru
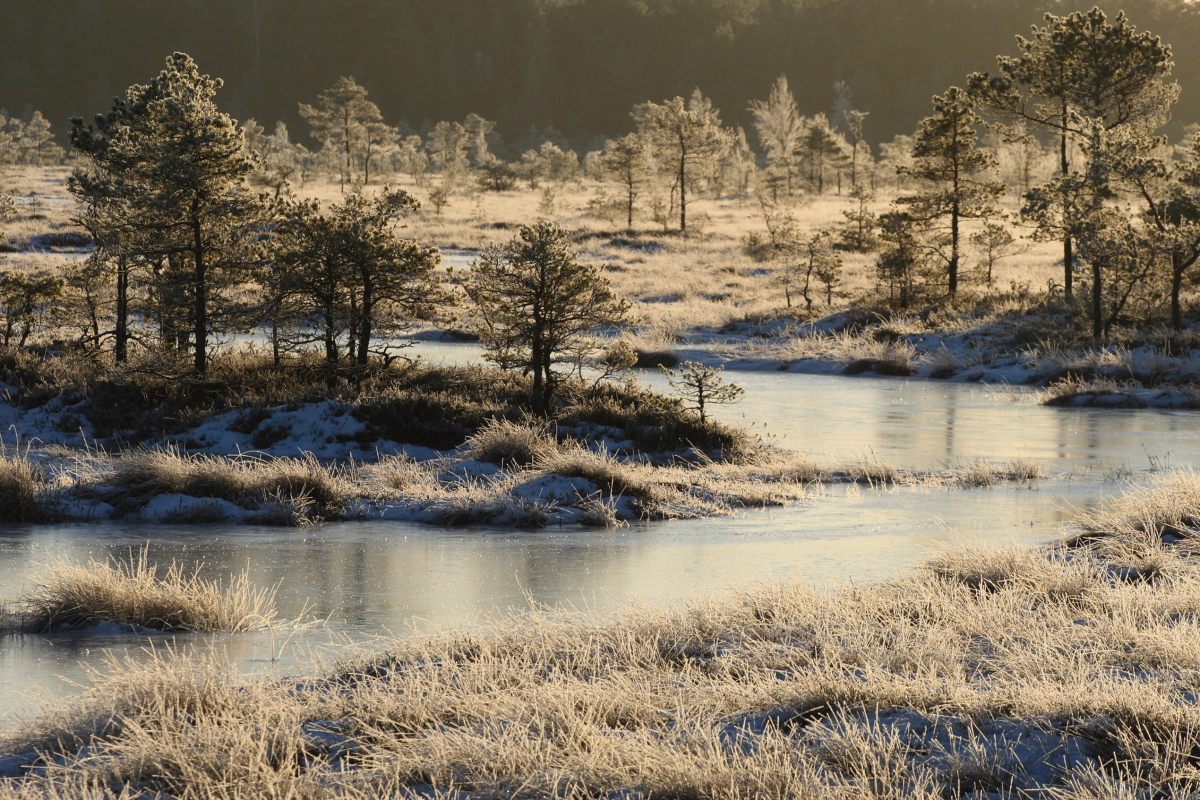
Đầm lầy Riisa ở vườn quốc gia Soomaa
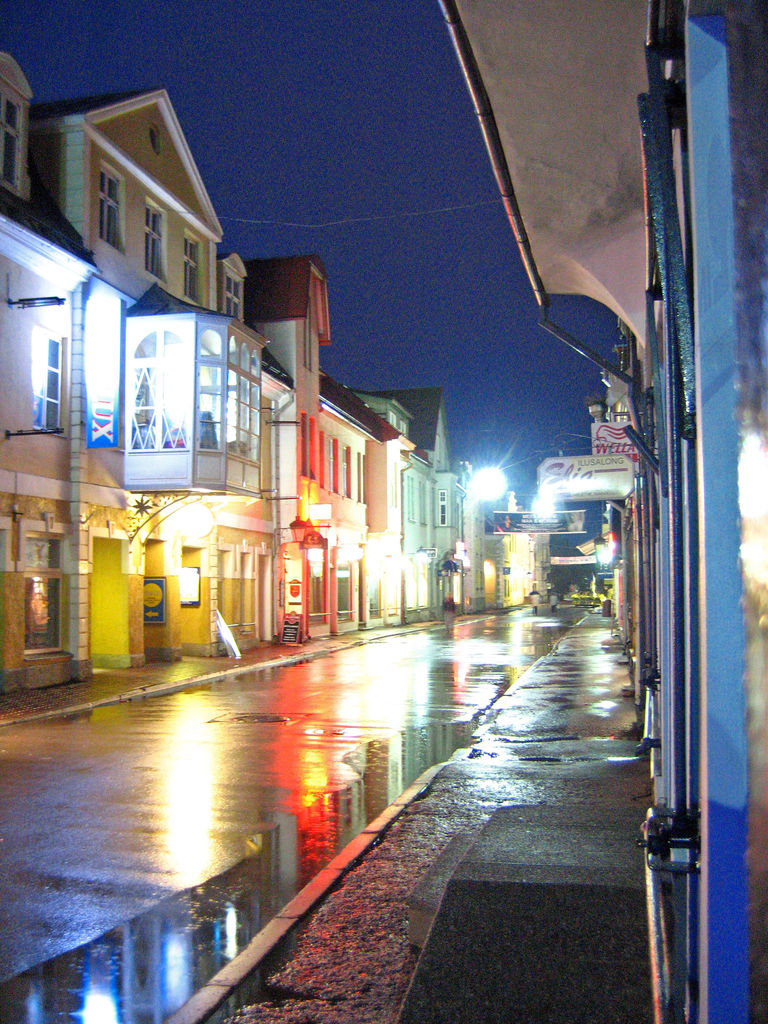
Trung tâm Pärnu buổi tối
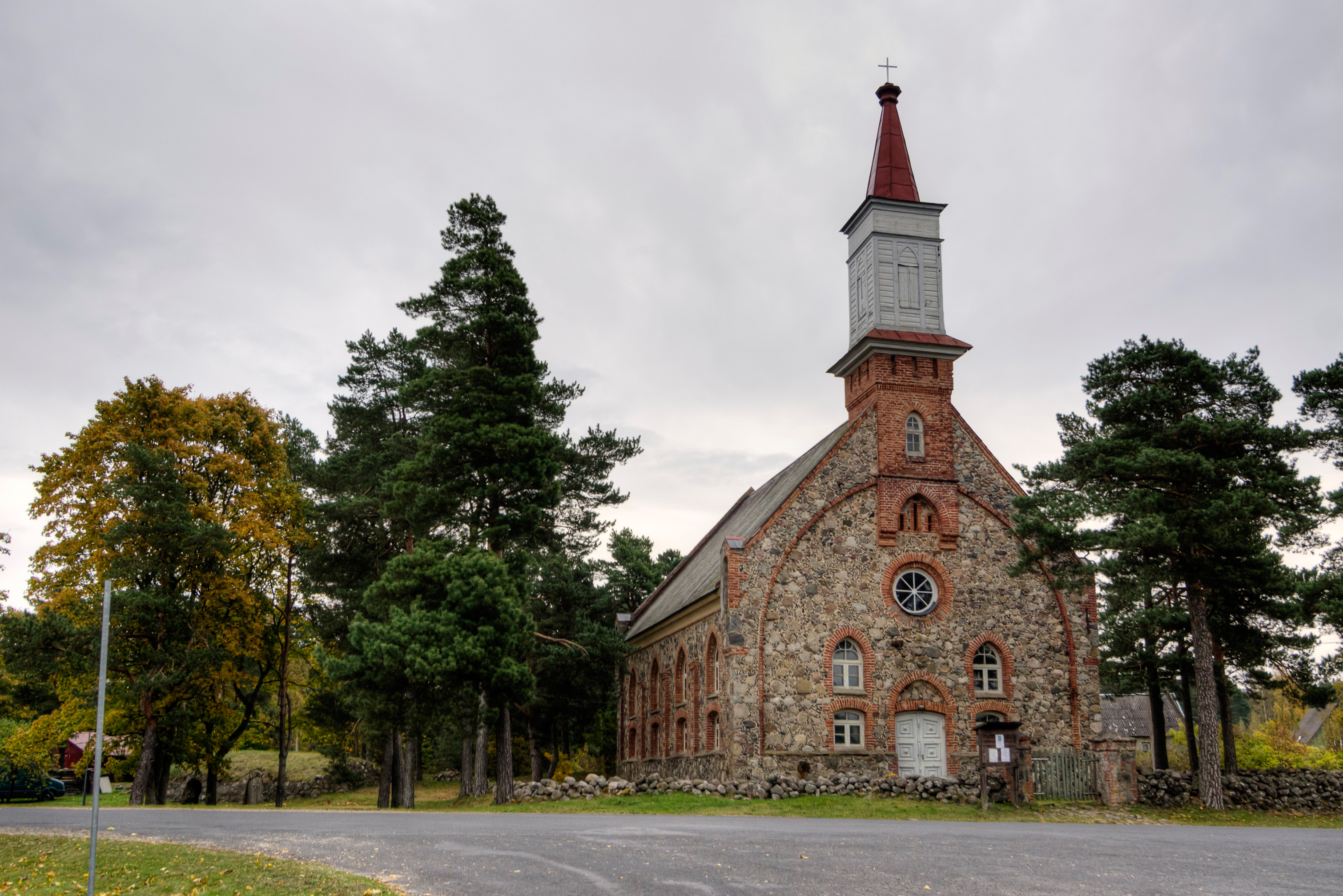
Nhà thờ Häädemeeste
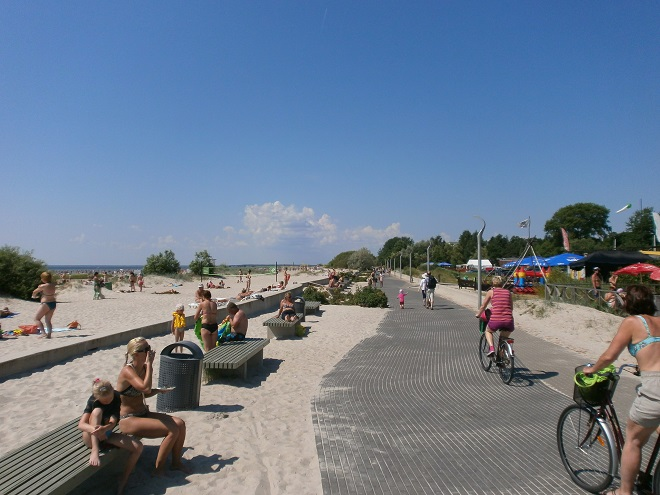
Đi dạo bãi biển Pärnu
Đường trên đảo Kihnu
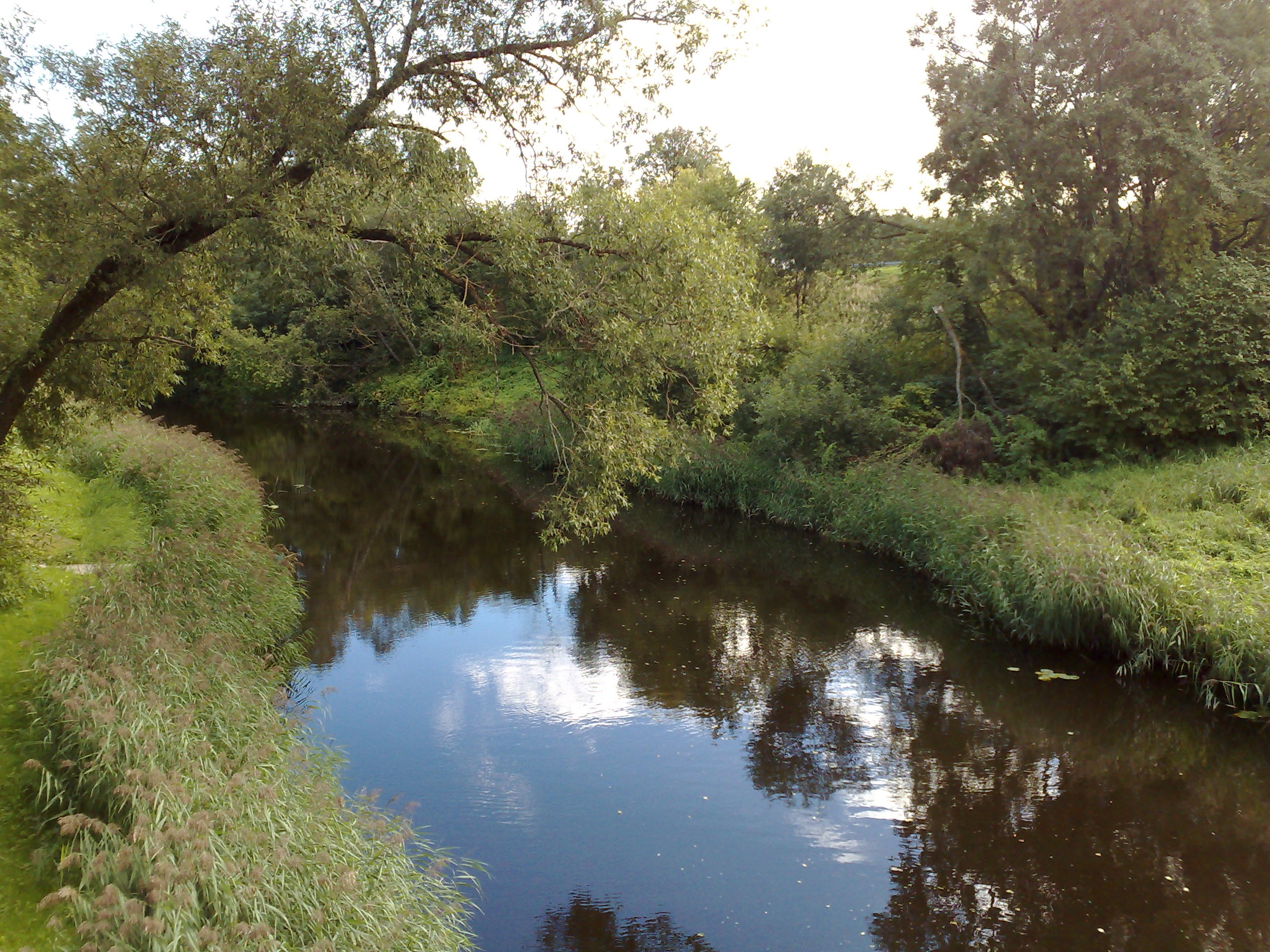
Sông Sauga